# داوود هرکولز کورپوریشن
داوود هرکولز کورپوریشن (انگلیسی: Dawood Hercules Corporation) شرکت خوشه‌ای پاکستانی است، که در سال ۱۹۶۸ توسط احمد داوود تأسیس شد.